# アウトストラーダ A33
アウトストラーダ A33は、アウトストラーダ・アスティ - クーネオ、アウトストラーダ・デッレ・ランゲとしても知られる、アスティとクーネオを接続するイタリアのアウトストラーダである。この道路はまだ一部建設中である。この道路は、間にA6の一部を挟む２つの区間により成り立っており、完成時の全経路延長は約90キロメートル(以後 km と表記する)である。A33は欧州自動車道路E74号線の一部であり、アウトストラーダ・アスティ - クーネオ株式会社が管理している。
2015年に3区間が開通した。それらは、クーネオとカッルのA6とのジャンクションの23 km 区間、A6/マレーネジャンクションとケラスコの8 km 区間、そして、グアレーネとアスティ南の20 km 区間、である。残りの区間(ケラスコ - グアレーネ間 17 km 、アスティ南 - アスティ東/A21間 6 km)は、建設中もしくは計画中である。
2017年6月に、イタリア政府、欧州連合、アウトストラーダ・アスティ - クーネオ株式会社の間で、まだ建設されていないロットの完成についての合意に達した。この合意の根底にある解決策は、SATAPとSPAとの相互資金調達を補完的に機能させ、外部ソリューションを使用してロット2.6を完成させることである。議論で何年も建設現場を止めた後、2019年8月1日に、政府は工事を承認した。工事は2020年8月に再開された。
残りの道路のない区間は2区間である。それらは、ロッディ - ヴェルドゥーノの5 km 区間(ロット2.6B)とヴェルドゥーノ - ケラスコの4.9 km 区間(ロット2.6A)である。前者は、2023年11月に完成予定だったが、前倒しされ2022年末に完成する予定である。

## 歴史
1998年8月3日: 本アウトストラーダは、法律295号により資金調達した。
2000年7月31日: 閣僚評議会議長とピエモンテ州知事のMOUの主題にあがり、その後、工事が開始された。
2007年5月7日: ANASとコンセッショネアであるアウトストラーダ・アスティ - クーネオ株式会社の間で、最後の8ロット(アルバからケラスコまで、および、サンタルバーノ・ストゥーラからクーネオまで)の道路インフラの建設について、および、本道路全体の管理について、ピエモンテ州において契約が締結された。
2007年5月23日: 経済計画省庁間委員会(CIPE)が、Gavioグループの会社であるSiasがアウトストラーダ・アスティ - クーネオを管理することについて合意した。このアウトストラーダを接続するための総投資額は、約20億ユーロである。そのうちの16億ユーロはまだ未着手のロットの分であり、約4億ユーロ分が完成に近い分であった。2008年1月31日に、コンセッション契約が監査人の裁判に登録された。2008年2月11日にANASによる報告の後、監査人の裁判による承認の判決が登録され、このアウトストラーダの区間の建設と管理に対する合意が有効になった。
2008年2月21日: 経済計画省庁間委員会(CIPE)が、クーネオとアウトストラーダ・アスティ - クーネオの工事中の区間を接続する、距離7.5 km のクーネオ環状線の最初のロット、費用1.1849憶ユーロの事前計画を承認した。
2008年3月31日: ANASにより完成したロット(39.505 km)が、アウトストラーダ・アスティ - クーネオ株式会社に引き渡された。

### 開通

#### A6 - クーネオ区間
2005年7月に、カッルのA6とのジャンクション部分とサンタルバーノ・ストゥーラの間の11 km 区間が最初に開通した。
2012年2月20日に、サンタルバーノ・ストゥーラからカステッレット・ストゥーラ(本線料金所)の区間、および、クーネオ環状線を構成する部分(無料区間)が、クーネオ東出入口(ボンボニーナ近郊)、クーネオ中央出入口(ロンキ近郊)とともに開通した。これでA6 - クーネオ区間は完成し、クーネオがイタリアのアウトストラーダ網に接続した。

#### A6 - アスティ/A21区間
2007年3月27日に、ほぼ完成していたイーゾラ・ダスティとモッタ・ディ・コスティリオーレの間のロットは、ANASの仕様に対して舗装を薄くしているという公共物資の詐欺の疑いにより差し押さえられた。その後、財務警察とアスティ検察庁による調査の後、2007年4月6日に、差し押さえは解かれた。
2007年4月16日に、イーゾラ・ダスティからカスタニート出入口までの区間が開通し、2008年8月7日からゴヴォーネ本線料金所で通行料の徴収が開始された。
2007年6月18日に、A6のブラ - マレーネとケラスコの区間が開通した。
2012年7月23日に、イーゾラ・ダスティからロッカ・スキアヴィーノ(県道456号デル・トゥルキーノへの出入口)までの区間が開通した。

## 関連企業
計画会社であるアウトストラーダ・アスティ - クーネオ株式会社は、2006年3月23日に設立されており、アウトストラーダ A33の計画、建設、維持管理を目的としている。この会社は、2007年11月21日の省庁間法令によって承認されたコンセッション契約により運輸省のコンセッショネアとなっている。

## 経路
このアウトストラーダには、20 km を超える高架橋、橋、トンネルがあり、出入口は11箇所ある。
アウトストラーダ・アスティ - クーネオは、全経路延長が約90 km であり、ふたつの区間にわかれている。そのふたつの区間の間に、A6の約20kmの区間をはさんでいる。
このアウトストラーダは、進行方向ごとに幅員3.75 m の2つの通常車線および緊急車線の構成である。

### 行程
| Asti - Cuneo |                                           |      |       |                                                          |        |          |
| 種別         | 方面                                      | km   | 地域  | 欧州自動車道路                                           | 備考   | 道路番号 |
|              | Tangenziale di Cuneo                      |      | CN    |                                                          | 計画中 |          |
|              | Cuneo Centro                              | 0.0  | CN    |                                                          |        |          |
|              | Cuneo Est                                 | 2.0  | CN    |                                                          |        |          |
|              | "Castelletto Stura"本線料金所             | 4.1  | CN    |                                                          |        |          |
|              | Sant'Albano                               | 12.6 | CN    |                                                          |        |          |
|              | "Magliano Alpi"サービスエリア             |      | CN    | 計画中                                                   |        |          |
|              | Savona                                    | 23.0 | CN    |                                                          |        |          |
|              | Fossano Raccordo di Fossano               |      | CN    |                                                          |        |          |
|              | "Rio Ghidone"サービスエリア               |      | CN    |                                                          |        |          |
|              | Torino                                    | 23   | CN    |                                                          |        |          |
|              | "Marene"本線料金所                        | 23.1 | CN    |                                                          |        |          |
|              | Bra - Marene                              | 23.2 | CN    |                                                          |        |          |
|              | "Cherasco"パーキングエリア                | 28   | CN    |                                                          |        |          |
|              | Cherasco                                  | 30   | CN    |                                                          |        |          |
|              | Verduno - Alba Ovest                      |      | CN    | ケラスコからカスタニートの間は道路を建設中               |        |          |
|              | Castagnito - Alba Est                     | 45.0 | CN    |                                                          |        |          |
|              | "Govone"本線料金所                        | 53.9 | CN    |                                                          |        |          |
|              | Govone                                    | 54.0 | CN    | 入口はクーネオ方面のみ、出口はアスティ本面のみ           |        |          |
|              | Costigliole - Govone                      | 56.0 | AT/CN |                                                          |        |          |
|              | Isola d'Asti                              | 60.0 | AT    |                                                          |        |          |
|              | del Turchino                              | 65.0 | AT    |                                                          |        |          |
|              | Tangenziale est di Asti di Santa Vittoria | 67.0 | AT    | アウトストラーダ終点、この先は国道231号、その先国道706号 |        |          |
|              | Torino - Piacenza                         |      | AT    |                                                          |        |          |